# KK Włocławek
O Klub Koszykówki Włocławek (em português:  Basquetebol Clube Włocławek), também conhecido por Anwil Włocławek por motivos de patrocinadores, é um clube profissional de Basquetebol localizado em Włocławek, Polónia que atualmente disputa a Liga Polonesa (PLK). Manda seus jogos na Hala Mistrzów com capacidade para 4.200 pessoas.

## Premiações

### Competições Domésticas
Liga Polonesa
- Campeões (3): 2003, 2018, 2019
- Finalista (8): 1993, 1994, 1999, 2000, 2001, 2005, 2006, 2010
- 3º colocado (2): 1995, 2009
- Semifinalista (5): 1996, 2002, 2004, 2007, 2013

Copa da Polônia
- Campeões (4): 1995, 1996, 2007, 2020
- Finalista (1): 2004

SuperCopa da Polônia
- Campeões (3): 2007, 2017, 2020

### Competições Europeias
Copa Europeia
- Campeões (1): 2022-23[3]

Copa Saporta:
- Semifinais (1): 2002
- Quartas de Finais (1): 2001

## Histórico de temporadas
| Temporada | Nível | Liga | Pos | Resultado         | Copa da Polônia   | Competições Europeias | Competições Europeias | Competições Europeias |
| --------- | ----- | ---- | --- | ----------------- | ----------------- | --------------------- | --------------------- | --------------------- |
| 2010–11   | 1     | PLK  | 6º  |                   | Finalista         | 2 Eurocup             | RS                    | 1–5                   |
| 2011–12   | 1     | PLK  | 5º  |                   |                   |                       |                       |                       |
| 2012–13   | 1     | PLK  | 4º  |                   |                   |                       |                       |                       |
| 2013–14   | 1     | PLK  | 5º  |                   |                   |                       |                       |                       |
| 2014–15   | 1     | PLK  | 12º |                   |                   |                       |                       |                       |
| 2015–16   | 1     | PLK  | 4º  |                   |                   |                       |                       |                       |
| 2016–17   | 1     | PLK  | 5º  |                   | Finalista         |                       |                       |                       |
| 2017–18   | 1     | PLK  | 1   | Campeão           |                   |                       |                       |                       |
| 2018–19   | 1     | PLK  | 4   | Campeão           | Quartas de finais | 3 Liga dos campeões   | RS                    | 4–10                  |
| 2019-20   | 1     | PLK  |     |                   | Campeão           | 3 Liga dos campeões   | RS                    | 5–9                   |
| 2020-21   | 1     | PLK  | 13  |                   |                   | 3 Liga dos campeões   | QL                    | 5–9                   |
| 2020-21   | 1     | PLK  | 13  | 4 Copa europeia   | QF                | 1–2                   |                       |                       |
| 2021–22   | 1     | PLK  | 2   | Semifinalista     |                   |                       |                       |                       |
| 2022–23   | 1     | PLK  | 7   | Quartas de finais | Semifinalista     | 4 Copa europeia       | C                     | 13–5                  |
| 2023–24   | 1     | PLK  | 1   | Quartas de finais | Semifinalista     | 4 Copa europeia       | TR                    | 3–3                   |
| 2024–25   | 1     | PLK  | 1   | Semifinalista     | Semifinalista     | 4 Copa europeia       | TR                    | 1–5                   |

## Jogadores notáveis
- Jerzy Binkowski
- Michał Ignerski
- Tomasz Jankowski
- Jeff Nordgaard
- Roman Olszewski
- Piotr Stelmach
- Robert Tomaszek
- Henryk Wardach
- David Jelínek
- Alan Gregov
- Vladimir Krstić
- Davor Marcelić
- Igor Milicić
- Kervin Bristol
- Raimonds Miglinieks
- Armands Šķēle
- Edgars Šneps
- Dainius Adomaitis
- Tomas Pačėsas
- Jewgienij Kisurin
- Danilo Anđušić
- Semir Habibovic
- Brandon Brown
- Chris Herren
- Ed O'Bannon
- Keith Williams
- Sharone Wright

## Treinadores
- Mirosław Noculak (1991–92)
- Szczepan Waczyński (1991–92-94)
- Wojciech Krajewski (1993–94-96)
- Jacek Gębal (1996–97)
- Wojciech Kobielski (1996–97)
- Rajko Toroman (1997–98)
- Wojciech Kobielski (1997–98)
- Eugeniusz Kijewski (1997–98-1999–00)
- Danijel Jusup (1999–00-2000–01)
- Wojciech Kobielski (2000–01)
- Stevan Tot (2000–01-2001–02)
- Aleksandar Petrović (2001–02)
- Andrej Urlep (2002–03-06)
- David Dedek (2006–07)
- Aleš Pipan (2006–07-08)
- Zmago Sagadin (2008–09)
- – Igor Griszczuk (2008–09-2010–11)
- Krzysztof Szablowski (2010–11)
- Emir Mutapčić (2010–11-12)
- Krzysztof Szablowski (2011–12)
- Dainius Adomaitis (2012–13)
- Milija Bogičević (2012–13-2013–14)
- Mariusz Niedbalski (2014–15)
- Predrag Krunić (2014–15)
- Marcin Woźniak (2015)
- – Igor Miličić (2015–present)